# Пъблисити бюро
„Пъблисити бюро“ (на английски: Publicity Bureau, в превод „Бюро по публичността“) е американска фирма, просъществувала между 1900 и 1911 г., която е първата регистрирана фирма за осъществяване на публичност, предшественик на съвременните агенции за връзки с обществеността.

## История
Фирмата „Пъблисити бюро“ е създадена в Бостън през 1900 г. от бившите журналисти Джордж Микаелис (George Michaelis), Хърбърт Смол (Herbert Small) и Томас Марвин (Thomas Marvin).
Първият им клиент е Харвардският университет, който в продължение на 2 години заплаща по 200 долара месечно за услуги в сферата на публичността. След края на втората година президентът на университета Чарлз Елиът нарежда спиране на тези плащания, заявявайки, че наличието на такъв престижен клиент само по себе си струва достатъчно. „Пъблисити бюро“ се съгласява да продължи да обслужва Харвард, придобивайки междувременно нови клиенти в лицето на Масачузетския технологичен институт, Fore River Shipyard и Американската телефонна и телеграфна компания AT&T.
Фирмата придобива национална известност през 1906 г., когато е наета от железниците в опита им да се противопоставят на правителствените регулации над сектора, предложени в Конгреса от президента Теодор Рузвелт. След неуспешния изход на кампанията железниците скъсват отношенията си с „Пъблисити бюро“ и основават собствени ПР отдели. Фирмата излиза от бизнеса през 1911 г.
„Пъблисити бюро“ за последен път се споменава в бюлетин на Американската асоциация на издателите на вестници.